# Тукташ (Красногорский район)
Тукташ — деревня в Красногорском районе Удмуртской республики.

## География
Находится в северо-западной части Удмуртии на расстоянии приблизительно 8 км на север по прямой от районного центра села Красногорское.

## История
Известна с 1873 года как починок Гурдошурской (Тукташ, Лудошурской) с 6 дворами, в 1905 году (уже деревня Тукташинская или Гурдошур) 32 двора, в 1924 (Тукташевская) 34 двора. Современное название с 1932 года. До 2021 года входила в состав Дёбинского сельского поселения.

## Население
Постоянное население составляло 113 человек (1873), 216 (1905), 292 (1924, удмурты), 83 человека в 2002 году (удмурты 100 %), 76 в 2012.